# Estany de la Ricarda-Estany de la Magarola
La zona humida Estany de la Ricarda-Estany de la Magarola està formada per dues llacunes litorals, que juntament amb la llacuna del Remolar, formaven unes de les antigues desembocadures del riu Llobregat. L'estany de la Ricarda, situat en una finca particular d'accés restringit, té una superfície d'unes 29 Ha mentre que l'Estany de la Magarola ocupa unes 3,2 Ha

## Característiques
L'estany de la Ricarda té forma allargassada, amb braços laterals que li donen forma de creu. Les seves mesures aproximades són: 800 m de longitud;100 m d'amplada màxima i 4 m a la part més fonda.
A la part més interior hi ha un embarcador que, abans, permetia desplaçar-se en barca des del mar fins a la torre de la Ricarda.
Aquest espai presenta una elevada diversitat de comunitats vegetals: jonqueres, herbassars junciformes, prats humits, salicornars, canyissars, vegetació de duna i rereduna, etc. Sota les aigües hi creixen herbeis de Ruppia maritima i Potamogeton pectinatus, que es distribueixen en funció del gradient de salinitat.
L'estany de la Magarola és una llacuna especialment representativa de les zones humides salabroses amb vegetació halòfila, ja que la proximitat al mar n'accentua la salinitat de les aigües i del sòl.
Al voltant de l'estany hi ha canyissars, i una mica més separats hi ha pins, que formen part de la pineda litoral plantada, a finals del segle passat, per aturar les dunes.
Pel que fa a la flora, en aquest espai es localitzen, per exemple, espècies protegides en aquest espai del PEIN, com la trencadella (Kosteletzkya pentacarpos) o la gramínia Spartina juncea.
Hi apareixen els següents hàbitats d'interès comunitari:
- 1150 Llacunes litorals
- 1320 Espartinars
- 1410 Prats i jonqueres halòfils mediterranis (Juncetalia maritimi)
- 1420 Matollars halòfils mediterranis i termoatlàntics (Sarcocornetea fruticosae)
- 1430 Matollars halonitròfils (Pegano-salsoletea)
- 2110 Dunes movents embrionàries
- 2120 Dunes movents del cordó litoral, amb borró (Ammophila arenaria)
- 92D0 Bosquines i matollars meridionals de rambles, rieres i llocs humits (Nerio-Tamaricetea)
- 9540 Pinedes mediterrànies.

Dins l'estany o a la rodalia s'hi poden veure ànecs, fotges, gavines i corbs marins entre altres espècies d'ocells. Aquesta zona humida és una important zona d'alimentació d'anàtides. També és hàbitat idoni per a diversos ràl·lids, així com per al cabusset (Tachybaptus ruficollis). El Decret 328/1992, d'aprovació del PEIN, també hi protegeix el coleòpter Cicindella germanica catalaunica.
L'aïllament d'aquest espai, situat entre les instal·lacions de l'aeroport del Prat i conreus d'horta, ha facilitat la seva conservació. La zona està amenaçada per la intrusió marina i per la regressió de la costa, i experimenta una forta contaminació sonora degut a la proximitat de l'aeroport. A més d'activitats cinegètiques periòdiques, sembla que es practica una caça freqüent d'aus per motius relacionats amb la seguretat de l'aviació. Hi ha diverses línies elèctriques vora l'estany de la Magarola, que poden ser perilloses per a les aus.
Aquesta zona humida està inclosa dins l'espai del PEIN "Delta del Llobregat" i dins l'espai de la Xarxa Natura 2000 ES0000146 "Delta del Llobregat". També forma part de la Reserva natural parcial "La Ricarda - Ca l'Arana" i de la seva zona de protecció.